# Államok vezetőinek listája 825-ben
Ezen az oldalon az i. sz. 825-ben fennálló államok vezetőinek névsora olvasható földrészek, majd országok szerinti bontásban.

## Európa
- Asztúriai Királyság
  - Király: II. Alfonz (791–842)

- Beneventói Hercegség
  - Herceg: Sico (817-832)

- Bizánci Birodalom
  - Császár: II. Mikhaél (820–829)

- Bolgár Kánság
  - Kán: Omurtag (814–831)

- Córdobai Emirátus
  - Emír: II. Abd al-Rahmán (822–852)

- Frank Birodalom
  - Császár: I. Lajos (814–840)
  - Friuli Hercegség
    - Herceg: Baldric (819-828)

  - Spoletói Hercegség
    - Herceg: I. Adelchis (824-834)

  - Toulouse-i Grófság
    - Gróf: Berengár (816–835)

- Pápai Állam
  - Pápa: II. Jenő (824–827)

- Velencei Köztársaság
  - Dózse: Angelo Partecipazio (810–827)

### Britannia
- Dál Riata
  - Király: Óengus (820–834)

- Essexi Királyság
  - Király: Sigered (798–825)
  - Király: II. Sigeric (825–840)

- Gwynedd
  - Király: Hywel ap Caradog (816–825)
  - Király: Merfyn Frych (825–844)

- Kelet-angliai Királyság
  - Merciai megszállás

- Kenti Királyság
  - Király: Baldred (821–825)

- Mercia
  - Király: Beornwulf (823–826)

- Northumbria
  - Király: Eanred (810–840)

- Piktek
  - Király: II. Óengus (820–834)

- Powys
  -     - Herceg: Cyngen ap Cadell (808–854)

- Strathclyde
  - Király: IV. Dumnuagal (kb. 810–kb. 840)

- Wessexi Királyság
  - Király: Egbert (802–839)

## Ázsia
- Abbászida Kalifátus
  - Kalifa: Al-Mamún (813–833)

- Ibériai Királyság
  - Király: I. Asot (786–830)

- India
  - Anuradhapura
    - Király: VIII. Aggabódhi (816-827)

  - Karkota-dinasztia
    - Király: Lalitapida (813–825)
    - Király: II. Szangramapida (825–832)

  - Pallava
    - Király: Thandivarman (775–825)
    - Király: III. Nandivarman (825–850)

  - Pándja-dinasztia
    - Király: I. Varagunan (800–830)

  - Pratihara-dinasztia
    - Király: II. Nagabhata (805–833)

  - Rástrakúta-dinasztia
    - Király: I. Amoghavarsa (814–878)

- Japán
  - Császár: Dzsunna (823–833)

- Khmer Birodalom
  - Király: II. Dzsajavarman (802–850)

- Kína (Tang-dinasztia)
  - Császár: Tang Csing-cung (824–826)

- Korea
  - Silla
    - Király: Hondok (809–826)

  - Palhe
    - Király: Szon (818–830)

- Nancsao
  - Király: Quanfengyou (823–859)

- Tibet
  - Király: Ralpacsen (815–836)

- Ujgur Kaganátus
  - Kagán: Kaszar (824-833)

## Afrika
- Aglabidák
  - Emír: I. Zijádat Alláh (817–838)

- Idríszidák
  - Imám: II. Idrísz (791–828)

- Rusztamidák
  - Imám: Aflah ibn Abd al-Vahháb (824–872)

- Akszúmi Királyság
  - Akszúmi uralkodók listája

## Fordítás
- Ez a szócikk részben vagy egészben  a   Liste der Staatsoberhäupter 825 című német Wikipédia-szócikk ezen változatának fordításán alapul.  Az eredeti cikk szerkesztőit annak laptörténete sorolja fel. Ez a jelzés csupán a megfogalmazás eredetét és a szerzői jogokat jelzi, nem szolgál a cikkben szereplő információk forrásmegjelöléseként.